# Mecánica nacional
Mecánica nacional es una película de comedia y drama mexicana de 1972, escrita y dirigida por Luis Alcoriza, y protagonizada por Manolo Fábregas, Lucha Villa, Héctor Suárez y Sara García. Esta película presenta el debut filmográfico de la actrices, Rosita Bouchot y Lucy Tovar. Fue filmada en 1971 y estrenada el 28 de diciembre de 1972.

## Argumento
El dueño de un taller mecánico aficionado a las carreras de autos (Manolo Fábregas) va a presenciar una de éstas acompañado de su familia y amigos. En medio de los excesos, la algarabía y la fiesta fuera de control, su esposa (Lucha Villa) lo engaña, su hija (Alma Muriel) tiene relaciones sexuales con el novio, y su madre, abuela de la familia (Sara García), muere de una congestión estomacal.

## Reparto
- Manolo Fábregas como Eufemio (como Manuel Fábregas)
- Lucha Villa como Chabela
- Héctor Suárez como Gregorio "Goyo"
- Sara García como Doña Lolita
- Alma Muriel como Rosarito "Chayito"
- Pancho Córdova como El Güero Corrales
- Aurora Clavel como Mujer del sábanas
- Alejandro Ciangherotti como Lalo (como Alejandro Ciangherotti Jr.)
- Fabián Aranza como El Apache (como Fabian)
- Fernando Casanova como Rogelio
- Pilar Bayona Sarriá como Mujer de blanco
- Carlos Piñar como Hombre de blanco
- Gloria Marín como Dora
- Fabiola Falcón como Laila
- Luis Manuel Pelayo como Director de tv
- Eduardo López Rojas como Don Chava
- Federico Curiel "Pichirilo" como Nando
- Betty Meléndez como Asturiana
- Víctor Alcocer como Gorilón
- Regino Herrera como Hombre entre multitud
- Carlos León como Marcos, amigo del norteño
- Carlos Nieto como Hombre entre multitud
- Margarita Villegas como Mujer de Don Chava
- Amira Cruzat como Mujer de Nando
- Ramiro Orcí como Hielero (como Ramiro Orsi)
- Maritza Olivares como Paulina
- Rosalba Brambila como Chica joven en grupo
- Alejandra Mora como Alejandra, secretaria
- Patricio Castillo como El Sábanas
- Sergio Calderón como El Manchas
- Francisco Llopis como Hombre de Asturias (como Paco Llopis)
- Paco Ignacio Taibo como Ceferino
- Elsa Cardiel como Secretaria
- Tito Bauche como Hombre en grupo
- Fernando Allende como Hombre joven en grupo
- José Luis Carol como Hombre en grupo (como José Luis Carol)
- Valerie Reid como Gringa
- Yolanda Ponce comom Mujer del Manchas
- Alma Thelma como Hippie
- Nicolás Jasso como El Conejos
- Leonor Gómez como Mujer anciana
- Velia Vegar como Señora del rosario
- Anna Roth como Gringa
- Armando Madrigal como Amigo de secretaria
- Miguel Zaragoza como Asturiano
- Antonio Esquivel como Guía turístico
- Roberto Esquivel como Guia turístico
- Alfredo Torres como Paramédico de la Cruz Roja
- Lupita Ferrat como Chica joven en grupo
- Manuel Corcuera como Novio de Paulina (como Manolo Corcuera)
- Miguel Fernández como Hombre en grupo
- Manuel Arvide como Hombre en grupo
- Rosita Bouchot como Mujer en grupo (como Rosa Esther Gómez)
- Ángela Durán como Mujer en grupo
- Cristina Llamas como Mujer en grupo
- José Dupeyrón como Hielero
- Jorge Aldecoa como Hombre en grupo
- César Bono como Hombre joven en grupo
- Elsa Castañeda
- Carlos Taibo como Chico
- Federico González como Hombre entre multitud
- Silvia Saucedo como Mujer en grupo
- Silvia Manuela
- Ruben Morales Garcia (como Rubén Morales)
- Julio Martínez
- Gabriela Araujo
- Inés Murillo como Mujer en grupo
- Ramiro Ramírez como Hombre entre multitud
- Lucy Tovar como Chica joven en grupo (como Lucita Tovar)
- Roberto Cardoso
- Maribel Fernández "La Pelangocha" como Chica joven en grupo
- Maya Romero como Hippie
- Silvia Gómez como Mujer en grupo
- Margarita Nelson
- María Teresa Olmedo (como Ma. Teresa Olmedo)
- Edna Arriola como Rubia platinada (como Edna Arreola)
- Claudia Rubi
- Helen Grant como Motorista rubia
- Rosa Mondragón
- Jorge Leiner
- Antonio de Salazar como Médico
- Jorge Victoria como Motociclista
- Abel Woolrich como Motociclista
- Juan Rodríguez
- Alfonso Pérez Ávalos como Hombre entre multitud (como Alfonso Pérez)
- Agapito Roldán
- Luis de Rubin
- Francisco Plascencia
- Mari Carmen Taibo como Esposa de Ceferino (as Mary Carmen Taibo)
- Beatriz Fernández como Asturiana
- Alfonsina Valero
- Josefina Mirón
- Violeta Foogle
- Luis Alonso
- Gonzalo García
- Carlos Vendrell como Paramédico de la Cruz Verde
- Rodolfo Sánchez Loya como Locutor de TV
- Freddy van Beuren como Piloto
- Raúl Pérez Gama como Piloto
- Billy Sprawls como Piloto (como Billy Sprowls)
- Carlos Bolaños como Piloto
- José Luis López Negrete como Piloto
- Abel Cureño como Hombre entre multitud (sin acreditar)
- Rodolfo García como Tío borracho (sin acreditar)
- María Antonieta Murillo como Mujer en grupo(sin acreditar)
- Daniel Muñiz como Piloto (sin acreditar)
- José Luis Sánchez Moya (sin acreditar)

## Comentarios
La película se estrenó en Ciudad de México un año y medio después de haber sido filmada. Este filme ocupa el lugar 74 dentro de la lista de las 100 mejores películas del cine mexicano, según la opinión de 25 críticos y especialistas del cine en México, publicada por la revista Somos en julio de 1994.